# 自決派
自決派（じけつは、英語: Self-determination groups）、もしくは民主自決派（みんしゅじけつは、英語: Democratic self-determination groups）は、住民による民主的議決により、普通選挙と「真の自治」の実現を主張し、香港独立と民族自決を支持しない政治派閥である。 また、一部の自決派は、不動産利権、資本家と財閥による搾取、社会正義との戦いを目指し、社会参加におけるオートノミーの闘争を重視している。
2017年には、立法会議員の劉小麗と香港の羅冠聰が議員資格を剥奪され、自決派はこれまでに香港立法会で1議席を保有している。 また、朱凱廸とその支持者が民主派として再起したことも特筆すべきことである。
また、民主派の候補者が参政権資格を取り消された後、自決派は政治的意見を修正し、香港独立は民主自決の選択肢ではないことを強調した。

## 「民主自決」の提唱と「香港独立」騒動
2017年6月12日、台湾政党の時代力量と民主進歩党の複数の議員が、「台灣國會關注香港民主連線(香港の民主に関心寄せる台湾の議員連盟)」（台港連線）の設立を発表した。香港の親中国共産党メディア「大公報」と中国大陸の共産党系メディア「環球時報」は、「台港連線」の成立式に出席した香港の汎民主派議員の朱凱廸、羅冠聰、陳志全、香港衆志の黄之鋒、香港専上学生連会前秘書長である周永康を批判した。 大公報は、自決派は「台湾独立派」と結託し、「自決」は実質的に「香港独立」であるとした。環球時報は、「台港連線式典に出席した香港の政治家たちは『香港独立』を主張していないと主張したが、彼らが『香港自決』を主張し続けていることから判断して、台湾と香港では『台湾独立』と『香港独立』が正式に一緒になったと指摘する声が多い」と述べた。
2018年の香港立法委員会の補欠選挙の際に、選挙管理委員会は周庭の指名は無効であると裁定した。香港衆志は「民主自決」の主張を採用しており「香港独立」は主張していなかった。 しかし、住人投票には「独立」や「地方自治」などの選択肢を設けるべきだと主張しており、それが周庭が香港基本法を真心を持って支持し、香港に忠誠を誓っていないものだと判断された。
立場新聞のコラムでは、「自決派」でも「香港独立」が「自決」の可能性の一つであることは否定しないので、北京政府の目には「自決」は「香港独立」と同じに映るという解説もある。中国共産党は「香港独立」勢力を根源から取り締まりたいので、少しでも関連したものは根絶やしにする。  つまり、中国共産党が排除したいのは、「香港独立」だけではなく、「可独(独立の可能性)」であり、中国共産党が取り締まりたいのは、反対意見だけでなく、反対意見を持つ人たち自身であるとする。つまり、中国共産党に対して「可独(独立の可能性)」と「香港独立」は手段が違えど、後者はより明確で政治的主張であるのに対し、前者は広く多様な解釈が可能であると指摘している。「可独（独立の可能性）」の思想の源泉をより徹底的に排除するために（しかし、この「徹底的」は永遠に終わらないかもしれない）、排除が激化する可能性がある。 たとえば、今日「自治」が「可独(独立の可能性)」だと思うこともでき、やがて「すべての反対運動は香港独立に向かっている」という不条理な推論に至るかもしれない。街頭デモのリスクは大幅に増加し、「結束一黨專政(一党独裁を終わらせる)」というスローガンを掲げた6月4日のビクトリア・パークでの維園六四燭光晚會も標的になるかもしれない。 最後に、「自由」とは「可独」を意味し、 自由を守る者はすべて政権の敵であり、これが中国共産党の敵と味方の区別の最終判断基準かもしれないと指摘された。

## 関係組織
- 南區萬事屋（中国語版）
- 朱凱廸新西團隊
- 紅土家（中国語版）
- 觀塘願景
- 立言香港（中国語版）

## 前任立法会議員
- 羅冠聰(香港衆志)
- 劉小麗（中国語版）(労働党 (香港)、小麗民主教室（中国語版）)[8]
- 朱凱廸（中国語版）(土地正義聯盟（中国語版）、朱凱廸新西團隊)
- 姚松炎（中国語版）(城鄉共生連線)

## 現任区議員
- 黃銳熺（中国語版）(南區萬事屋（中国語版）)
- 林浩波（中国語版）(前香港衆志成員)
- 袁嘉蔚(前香港衆志副主席)
- 關兆倫（中国語版）(紅土家（中国語版）)
- 梁凱晴 (区議員)（中国語版）(觀塘願景)
- 岑敖暉(朱凱廸新西團隊)
- 兆翠（中国語版）(甄霈霖（中国語版）)
- 羅佩麗（中国語版）
- 巫堃泰（中国語版）(立言香港（中国語版）)
- 陳敬倫（中国語版）(朱凱廸新西團隊)
- 黎國泳（中国語版）
- 梁德明（中国語版）
- 陳樹暉（中国語版）
- 區國權（中国語版）
- 張秀賢（中国語版）(立言香港（中国語版）)
- 梁國豪（中国語版）(朱凱廸新西團隊)
- 譚爾培（中国語版）(土地正義聯盟（中国語版）)

## 関係人物

### 社会運動人物
- 周永康 (香港)：香港専上学生連会（中国語版）前秘書長（公民広場事件の一審では執行猶予付き、二審では3ヶ月以上の懲役刑、終審では一審判決の回復を求めて控訴）